# Arbolito (Cerro Largo)
Pour les articles homonymes, voir Arbolito.
Ne doit pas être confondu avec Arbolito (Paysandú).
Arbolito est une ville de l'Uruguay située dans le département de Cerro Largo. Sa population est de 223 habitants.

## Population
| Année | Population |
| ----- | ---------- |
| 1963  | 109        |
| 1975  | 185        |
| 1985  | 161        |
| 1996  | 166        |
| 2004  | 223        |

,